# Patti Page
Patti Page, artiestennaam van Clara Ann Fowler (Claremore (Oklahoma), 8 november 1927 – Encinitas (Californië), 1 januari 2013), was een Amerikaans zangeres. Ze had grote hits met liedjes als Tennessee Waltz, With My Eyes Wide Open, I'm Dreaming en (How Much Is That) Doggie in the Window. In commercieel opzicht was ze de succesvolste zangeres van de jaren vijftig. Patti Page verkocht meer dan honderd miljoen platen en heeft 50 albums op haar naam. Patti Page overleed op 1 januari 2013 in een rusthuis te Encinitas in Californië.

## Biografie

### Jeugd
De jeugd van Patti Page was er een van armoede. Ze groeide op in een groot gezin in Claremore; ze had zeven zussen en drie broers. Haar vader, Benjamin Fowler, was een spoorwerker. Haar moeder, Margareth, was een katoenplukker. Er was geen geld voor elektriciteit, dus ze kon ’s avonds niet lezen, herinnerde ze zich later. Ze leefde in allerlei kleine dorpjes en stadjes in Oklahoma. Ze bezocht de Daniel Webster High School in Tulsa, waar ze in 1945 haar diploma haalde. In diezelfde stad Tulsa begon ze als achttienjarige bij een plaatselijk radiostation te zingen. Ze verving de zangeres in het programma Meet Patti Page Show, dat door Page Milk Company werd gesponsord, en nam van haar de artiestennaam Patti Page over. Ze werd opgenomen in de band van saxofonist Jack Rael, die later haar manager werd. Vervolgens zong ze bij de Jimmy Joy Band, die in 1947 in Chicago belandde. Ze at daar op een gegeven moment mee met een groep musici onder leiding van Benny Goodman. Via hem verkreeg ze een platencontract met Mercury Records.

### Eerste succes 1947-1950
Het succes voor Patti Page begon toen ze haar single Confess opnam in 1947. Het succes lag niet aan de opnamen. Er was een staking aan de gang en de achtergrondzangers kwamen niet opdagen. Het platenlabel besloot toen de stem van Page zelf te gebruiken om de leemte op te vullen. De muziekproducent Mitch Miller was reeds bekend met het overdubben. Pages stem was een van de eerste stemmen die via overdubs op haar eigen plaatjes te horen was. De techniek zou later nog vaker toegepast worden op haar plaatjes. Confess haalde in 1948 de twaalfde plaats in de voorloper van de Billboard Hot 100. Er volgden al snel vervolgsingles, waarvan So in Love ook de top 20 haalde in 1949. In 1949 haalde ze tevens een top 20-positie in de countrylijsten van datzelfde blad met Money, Marbles and Chalk. Een groter succes volgde met With My Eyes Open, I'm Dreaming, dat meer dan één miljoen keer over de toonbank ging. Als gevolg van het vreemde overdubben werd de naam Patti Page of als groepsnaam vermeld, maar ook wel als The Patti Page Quartet. De single All My Love die in 1950 volgde haalde de nummer 1-positie en wel voor vijf weken achtereen. Ook I Don't Care If the Sun Don't Shine en Back in Your Own Backyard haalden de top 25.
Een tweede nummer 1-positie haalde ze met haar single Tennessee Waltz in eind 1950. het stond dertien weken op nummer 1 in 1950/1951. Het was tevens genoteerd in de countrylijsten. Het nummer was een cover van Pee Wee King & His Golden West Cowboys uit 1947. Uiteindelijk werd het nummer een wereldwijde bestseller met meer dan zeven miljoen exemplaren in de jaren vijftig tot vijftien miljoen exemplaren in de 20e eeuw. Tegelijkertijd werden er meer dan een miljoen exemplaren van de bladmuziek verkocht. In 1983 was het te horen in de film The Right Stuff.

### Erkenning
Na Tennessee Waltz stroomde het succes door. De opvolger Would I love you (love you, love you) haalde de Top 5 en verkocht meer dan 1 miljoen exemplaren. Mockin’ bird hill, die daarna kwam haalde ook dergelijke verkoopcijfers. Hits bleven komen met Mister and Mississippi, And so to sleep again en Detour verkochten goed. Detour was haar zevende plaatje dat meer dan 1 miljoen keer de toonbank overging. In 1951 verscheen dan ook haar eerste langspeelplaat getiteld Folk Song Favorites. 

Ook in 1952 ging het door met I went to your wedding, dat bijna twee maanden op nummer 1 stond, maar eigenlijk meer bedoeld was als B-kant van You belong to me. Op die manier versloeg ze Jo Stafford die toen met You belong to me in de hitparade stond. Na die nummer 1-hit volgden Come what may, Once in a while en Why don’t you believe me.
In 1953 verscheen wellicht Pages bekendste hit (How much is that) Doggie in the window, alweer een nummer 1-hit met meer dan 1 miljoen exemplaren en meer dan 5 maanden notering in de Billboardlijst. Het was in de stijl van novelty onder meer met een blaffende hond, die bijdroeg aan het succes. Het nummer is geschreven door Bob Merill en het kwam ook uit op het album voor kinderen Arfie goes to school. Daarna volgden nog meer successen waaronder Changing partners, dat een nummer 3 notering haalde. Het volgende jaar zag Cross over the bridge (nummer 2-positie), Steam heat en Let me go love. In 1955 was de beurt aan Croce di oro.
In 1956 kreeg Patti Page een nieuwe muzikale leider. Vic Schoen zou haar verder begeleiden in haar hits als Mama from the train, Alleghene moon, A poor man’s roses (or a rich man’s gold) en Old Cape Cod. In september 1956 nam ze het gedicht Manhattan Tower van Gordon Jenkins op, dat de 18e plaats in de Billboard albumlijst haalde. De muziek van Schoen paste meer bij de stem van Page, maar hij liet haar als alt ook de hogere regionen ontdekken en zingen. De samenwerking verliep goed, ze maakten samen muziek tot 1999.
Gedurende de jaren 50 met zo’n succes als zangeres, konden televisie-optredens niet uitblijven. Shows als The Dean Martin Show, The Ed Sullivan Show en The Steve Allenm Show leidden uiteindelijk tot shows die rondom haar gebouwd werden zoals Scott Music Hall (1952-1953) op NBC. Daarna kwamen The Patti Page Show, The Big Record en The Patti Page Olds Show. Ze speelde ook in films zoals Playhouse 90 en Elmer Gentry. Daarnaast zong ze onder meer het titelnummer van Boys’ night out, waarin ze ook een rolletje speelde.
Na deze hoogtijdagen nam het succes enigszins af, maar af en toe kwam er nog een hit met bijvoorbeeld You’ll answer to me, Mom and dad’s waltz en Hush, hush, sweet Caroline, dat haar laatste nummer 10-hit werd. Dat laatste nummer was de titelsong van gelijknamige film met Bette Davis en Olivia De Havilland.

### Stabilisering 1966-1982
Page had inmiddels getekend voor Columbia Records en via dat label bracht ze enkele albums uit. Tot aan de jaren 70 bleef Patti Page succesvolle singles uitgeven, waaronder You can’t be true, dear, Gentle on my mind en Little green apples. Ze schoof qua stijl steeds meer richting countrymuziek. Ze zong in dat genre ook covers zoals David Houstons Almost persuaded en Tammy Wynettes Stand by your man. Bij de overgang van het decennium had Page Columbia alweer verlaten. Ze keerde terug bij Mercury Records, waar ze in 1973 haar oude muziekproducent Shelby Singleton weer ontmoette. Ze zat toen geheel in de countryhoek met bijvoorbeeld I wish I had a mommy like you en haar album I’d rather be sorry (Mercury). In 1973 zong ze met Hello, we’re lonely een duet met Tom T. Hall, dat de veertiende plaats haalde in de Amerikaanse Countrylijst. Dat was ook het jaar dat ze weer terugkeerde bij Columbia, ditmaal bij Epic Records. In 1974 en 1975 volgden hits zoals I may not be lovin’ you en Less than a song. Ze verdween langzaam uit de hitlijsten. In 1980 stapte ze over naar Plantation Records en in de daarop volgende jaren zong ze met bekende symfonieorkesten. In 1981 volgde hit No aces. Haar laatste succes was My man Friday.
In 1997 was ze de eerste vrouw die werd opgenomen in de Oklahoma Music Hall of Fame en verder werd ze in 2010 werd ze opgenomen in America's Old Time Country Music Hall of Fame.

## Discografie

### Studioalbums
- Songs of Patti Page (1950)
- Folk Song Favorites (1951)
- Tennessee Waltz (1952)
- Patti Sings for Romance (1953)
- Song Souvenirs (1954)
- Just Patti (1955)
- Patti's Songs (1955)
- And I Thought About You (1955)
- So Many Memories (1955)
- I've Heard That Song Before (1955)
- Indiscretion (1955)
- Let's Get Away from It All (1955)
- Patti Page on Camera (1955)
- Romance on the Range (1955)
- The Waltz Queen (1955)
- Three Little Words (1955)

- I'll Remember April (1956)
- In the Land of Hi-Fi (1956)
- Manhattan Tower (1956)
- Music for Two in Love (1956)
- This is My Song (1956)
- Page One - Sings a Collection of Her Most Famous Songs (1956)
- Page Two - Sings a Collection of Her Most Famous Songs (1956)
- Page Three - Easy Listening (1956)
- Page Four (1956)
- The Voices of Patti Page (1956)
- You Go to My Head (1956)
- Just a Closer Walk with Thee (1960)
- Patti Page Sings the Stars in "Elmer Gantry" (1960)

- Country & Western Golden Hits (1961)
- Go on Home (1962)
- Patti Page Sings Golden Hits of the Boys (1962)
- Say Wonderful Things (1963)
- The Singing Rage (1963)
- Blue Dream Street (1964)
- The Nearness of You (1964)
- Hush, Hush, Sweet Charlotte (1965)
- Today My Way (1967)
- Gentle on My Mind (1968)
- Stand by Your Man (1970)
- Honey Come Back (1970)
- I'd Rather Be Sorry (1971)